# Alvena lindaräng
Alvena lindaräng este o arie protejată (arie specială de conservare — SAC, sit de importanță comunitară — SCI) din Suedia întinsă pe o suprafață de 5,7 ha, integral pe uscat.

## Localizare
Centrul sitului Alvena lindaräng este situat la coordonatele 57°36′36″N 18°38′50″E / 57.6099°N 18.6471°E.

## Înființare
Situl Alvena lindaräng a fost declarat sit de importanță comunitară în decembrie 1995 pentru a proteja un număr necunoscut de specii din flora spontană și fauna sălbatică aflate în arealul zonei. Situl a fost protejat și ca arie specială de conservare în martie 2011.

## Biodiversitate
Situată în ecoregiunea boreală, aria protejată conține 1 habitat natural: Pajiști din zone de pădure fino-scandinave.
La baza desemnării sitului se află un număr nedeclarat de specii protejate.